# Miram
Miram ist der Eigenname des Sterns η (eta) Persei im Sternbild Perseus. 
Miram ist ein leuchtkräftiger Überriese, gehört der Spektralklasse K3 an und besitzt eine scheinbare Helligkeit von +3,79m. Er ist gemäß den im Dezember 2020 veröffentlichten Auswertungen der Parallaxen-Messungen der Raumsonde Gaia etwa 1000 Lichtjahre von der Sonne entfernt. Nach einer 2007 erfolgten Neuauswertung der Messwerte der Raumsonde Hipparcos beträgt seine Entfernung ungefähr 880 Lichtjahre.
In Sternkatalogen wurden Miram mehrere am Firmament in seiner Nähe gelegene Sterne als Begleiter zugeschrieben, doch dürften sie sich alle von der Erde aus betrachtet nur zufällig in etwa derselben Blickrichtung wie Miram befinden, aber andere Entfernungen besitzen. Sie wären dann optische Begleiter. Am ehesten käme der derzeit etwa 28,4 Bogensekunden von Miram entfernte, als dessen Begleitkomponente B bezeichnete, 8,5m helle Stern HD 237009 als eventuell tatsächlich gravitativ gebundener Begleiter infrage. Da er dann aber mehr als 10 000 Astronomische Einheiten vom Hauptstern entfernt wäre, ist auch diese Möglichkeit eher unwahrscheinlich. Nach den Messungen von Gaia ist HD 237009 etwa 890 Lichtjahre von der Erde entfernt.